# 沙伊布靈帕爾芬山
47°23′24″N 13°34′47″E / 47.39000°N 13.57972°E
沙伊布靈帕爾芬山（德語：Scheiblingpalfen），是奧地利的山峰，位於該國東南部，由施泰爾馬克州負責管轄，屬於施拉德明陶恩山脈的一部分，處於羅爾莫斯-翁特塔爾附近，海拔高度1,304米。